# Грузинський рубль

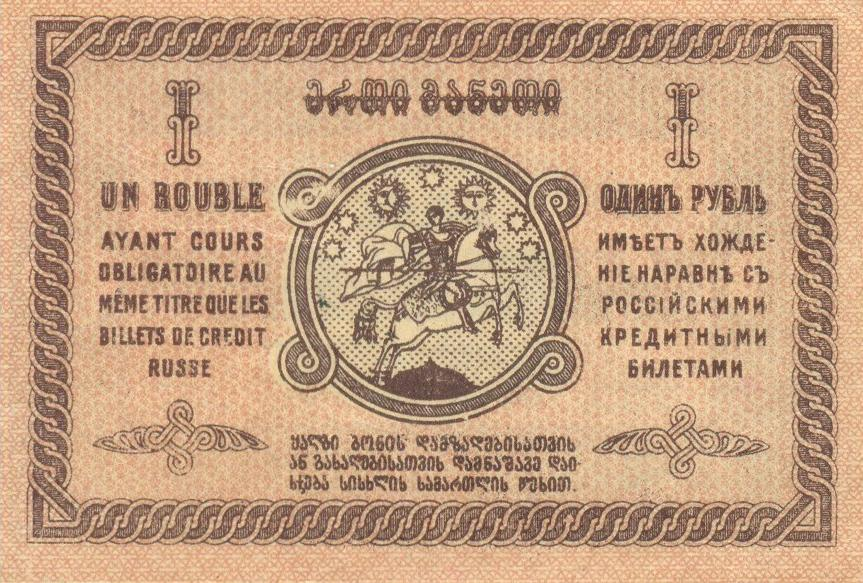
1 рубль 1919 року

Грузинський рубль (груз. მანეთი) — грошова одиниця Грузинської Демократичної Республіки в 1919-1921 роках і Грузинської Соціалістичної Радянської Республіки в 1921-1923 роках.

## Історія
У лютому 1918 року розпочато випуск бонів Закавказького комісаріату (закбонів), що розподілялися на договірних засадах між Грузією, Азербайджаном і Вірменією. Після розпаду закавказької федерації і проголошення в травні 1918 року трьох незалежних республік випуск закбонів тривав до вересня 1919 року. У обігу, крім закбонів, використовувалися банкноти Російської імперії і турецька ліра.
У січні 1919 року уряд  Жорданія випустив зобов'язання Казначейства Грузинської Республіки, а в липні того ж року розпочато випуск банкнот. Всі, гроші, які знаходилися в обігу  продовжували використовуватися. На всіх банкнотах, крім 50 копійок, був напис: «Має ходіння нарівні з російськими кредитними квитками». У тому ж році були випущені розмінні грошові знаки казначейства Батума і копалень в Ткібулі.
У лютому 1921 року в Тифліс ввійшли радянські війська, була проголошена радянська республіка. У тому ж році розпочато випуск нових, радянських грошей. Всі раніше випущені гроші продовжували використовуватися в обігу, за винятком зобов'язань казначейства 1919 року, а також випусків казначейства Батумі і копалень Тквібулі, які були анульовані.
10 січня 1923 розпочата грошова реформа, уніфікований грошовий обіг Закавказзя. Емісії Грузії, Вірменії та Азербайджану припинялися, в обіг були випущені грошові знаки Закавказької Соціалістичної Радянської Республіки (другий закавказький рубль, закгрошзнак). Обмін проводився у співвідношенні 1: 1. Термін обміну був встановлений спочатку з 10 січня по 10 березня 1923 року, але потім був продовжений до 10 квітня 1924 року

## Банкноти

### Банкноти демократичної республіки
| Номінал                        | Основний колір                 | Аверс                          | Реверс                         |                                |                                |                                |                                |                                |
| Зобов'язання казначейства 1919 | Зобов'язання казначейства 1919 | Зобов'язання казначейства 1919 | Зобов'язання казначейства 1919 | Зобов'язання казначейства 1919 | Зобов'язання казначейства 1919 | Зобов'язання казначейства 1919 | Зобов'язання казначейства 1919 | Зобов'язання казначейства 1919 |
| ------------------------------ | ------------------------------ | ------------------------------ | ------------------------------ | ------------------------------ | ------------------------------ | ------------------------------ | ------------------------------ | ------------------------------ |
| 25 Рублів                      | Сірий, коричневий              |                                |                                |                                |                                |                                |                                |                                |
| 100 рублів                     | Сірий                          |                                |                                |                                |                                |                                |                                |                                |
| 500 рублів                     | Сірий, блакитний               |                                |                                |                                |                                |                                |                                |                                |
| 1000 рублів                    | Сірий, фіолетовий              |                                |                                |                                |                                |                                |                                |                                |
| 5000 рублів                    | Сірий                          |                                |                                |                                |                                |                                |                                |                                |
| Випуск 1919                    |                                |                                |                                |                                |                                |                                |                                |                                |
| 50 Копійок                     | Жовтий, синій                  |                                |                                |                                |                                |                                |                                |                                |
| 1 рубль                        | Червоний, коричневий           |                                |                                |                                |                                |                                |                                |                                |
| 3 рублі                        | Зелений                        |                                |                                |                                |                                |                                |                                |                                |
| 5 рублів                       | Рожевий, коричневий            |                                |                                |                                |                                |                                |                                |                                |
| 10 Рублів                      | Червоний, фіолетовий           |                                |                                |                                |                                |                                |                                |                                |
| 50 Рублів                      | Фіолетовий                     |                                |                                |                                |                                |                                |                                |                                |
| 100 рублів                     | Зелений                        |                                |                                |                                |                                |                                |                                |                                |
| 500 рублів                     | Рожевий, синій                 |                                |                                |                                |                                |                                |                                |                                |
| Випуск 1921                    |                                |                                |                                |                                |                                |                                |                                |                                |
| 1000 рублів                    | Жовтий, блакитний              |                                |                                |                                |                                |                                |                                |                                |
| 5000 рублів                    | Фіолетовий                     |                                |                                |                                |                                |                                |                                |                                |

### Розмінні знаки казначейства Батума
Були випущені знаки в 1, 3, 5, 10, 25 і 50 рублів.

### Випуск копалень Тквібулі
Були випущені знаки в 50 копійок, 1, 3, 5 і 10 рублів.

### Банкноти радянської республіки
У 1921 році була випущена банкнота в 5000 рублів, в 1922 році - 10 000 рублів. У 1922 році випущені також зобов'язання Народного банку в 100 000, 500 000, 1 000 000 і 5 000 000 рублів.